# Szkoła Podoficerska Żandarmerii Wojskowej w Mińsku Mazowieckim
Szkoła Podoficerska Żandarmerii Wojskowej w Mińsku Mazowieckim (SP ŻW) – szkoła sformowana w dniu 1 lipca 2019 roku, będąca jednostką organizacyjną podlegającą bezpośrednio Komendantowi Centrum Szkolenia Żandarmerii Wojskowej. 
Stanowi część systemu szkolnictwa wojskowego, łącząc w swojej działalności kształcenie, szkolenie i wychowanie służące przede wszystkim potrzebom Żandarmerii Wojskowej.
W okresie od 28 września 1967 roku do 25 sierpnia 1990 roku działały w tym miejscu: Szkoła Chorążych WSW oraz Podoficerska Szkoła Zawodowa WSW.

Symbole
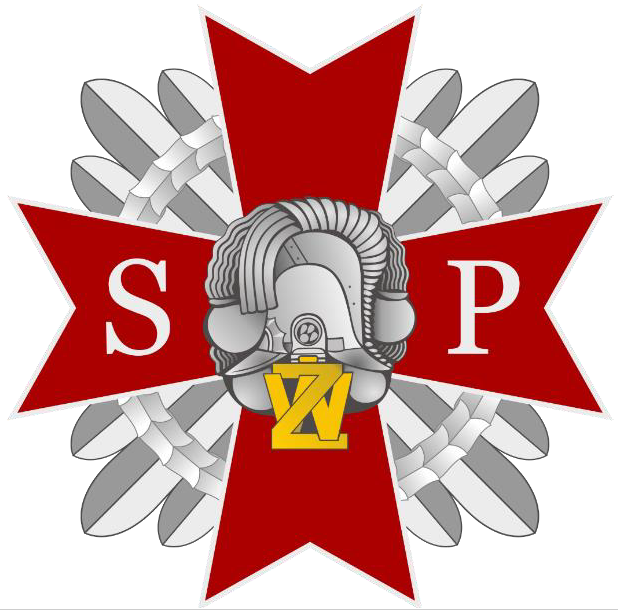
Odznaka pamiątkowa
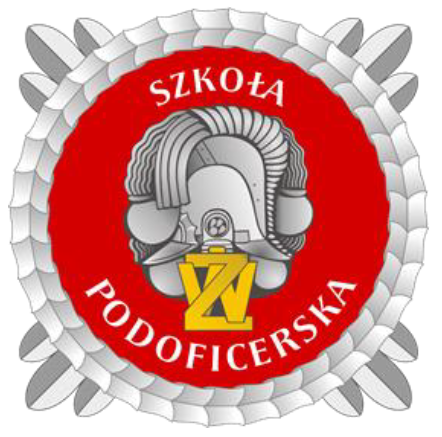
Odznaka absolwenta